# Incubo ad Alcatraz
Incubo ad Alcatraz (Six Against the Rock) è un film per la televisione statunitense del 1987 basato sulla Battaglia di Alcatraz del 1946.

## Trama
Nel maggio del 1946 il recluso Bernie Coy pianifica la fuga dalla prigione di Alcatraz. Viene poi eseguita assieme a cinque complici.